# Торсуев, Юрий Юрьевич
Ю́рий Ю́рьевич Торсу́ев (род. 22 апреля 1966, Москва) — советский и российский актёр.
Получил широкую известность в 1980 году после выхода на экраны детского художественного фильма «Приключения Электроника», в котором он исполнил одну из главных ролей — школьника-пионера Сергея Сыроежкина, а его брат-близнец Владимир Торсуев — Электроника.

## Биография
Родился 22 апреля 1966 года в Москве в семье секретаря ЦК ВЛКСМ Юрия Владимировича Торсуева (1929—2003) и экономиста Ольги Дмитриевны Торсуевой (род. 1929). Предки — купцы Торсуевы в Нижнем Новгороде, имевшие лавки на главной улице города, Рождественской. Брат-близнец — Владимир Юрьевич Торсуев. Получил имя в честь советского первого космонавта Юрия Гагарина, который был другом его отца.
Окончил школу № 23, поступил в Московский полиграфический институт, но был отчислен на первом курсе, после чего поступил в автошколу ДОСААФ, работал на хлебзаводе. Служил в Советской армии в Солнечногорске. После этого поступил в Институт стран Азии и Африки Московского государственного университета, но не окончил его. Работал на киностудии «ТриТэ», позднее снялся ещё в нескольких художественных фильмах.
С апреля 2018 года внесён в украинскую базу «Миротворец».

### Семья
- Сын — Никита (род. 2002),
- Дочь — Анастасия[когда?].

## Фильмография
| Год  |   | Название                                            | Роль                                              |
| ---- | - | --------------------------------------------------- | ------------------------------------------------- |
| 1979 | ф | «Приключения Электроника»                           | Сергей (Серёжа) Сыроежкин (вокал Елена Камбурова) |
| 1983 | ф | «Незнайка с нашего двора»                           | Волшебник (озвучивает Игорь Апасян)               |
| 1991 | ф | «Русские братья»                                    | Иван                                              |
| 1994 | ф | «Венецианское зеркало»                              | Имя персонажа не указано                          |
|      | ф |                                                     | Имя персонажа не указано                          |
| 2010 | с | «Отдел («Дэн»)»                                     | Старыгин                                          |
| 2011 | ф | «Время счастья 2»                                   | Джордж, представитель Нью-Йоркской галереи        |
| 2012 | ф | «После школы»                                       | представитель клуба ЦСКА                          |
| 2012 | с | «Без срока давности» (22-я серия «Трудный ребёнок») | Канторович                                        |
| 2014 | с | «Кодекс чести»                                      | Дмитрий Колесников (Кодекс чести 7, 27 серия)     |
| 2014 | ф | «Весь этот джем»                                    | Юра                                               |
| 2015 | с | «Точки опоры» (6-я серия)                           | аферист (лже-Баков)                               |
| 2016 | ф | «Егор Шилов»                                        | чеченский киллер                                  |
| 2016 | ф | «Женский детектив»                                  | Имя персонажа не указано                          |
| 2018 | ф | «Квест Страха»                                      | Имя персонажа не указано                          |
| 2019 | с | «Рая знает всё» (43-я серия «Подмена»)              | Егор, брат Вадима                                 |
| 2022 | ф | «Брат 3»                                            | генерал                                           |
| 2022 | ф | «Всё нормально»                                     | охранник                                          |
| 2022 | с | «Чёрная весна»                                      | Зуев                                              |
| 2023 | с | «Фишер»                                             | Пётр Лаваль                                       |

## На телевидении
Появился (вместе с братом, как «друг жениха») в телепередаче Давай поженимся от 6 января 2016 года.

## Награды
- 2016 — специальная премия «Капля» за отечественный вклад в развитие жанра хоррор за роль в сериале «Пятницкий»[4]